# Địa chất Mặt Trăng

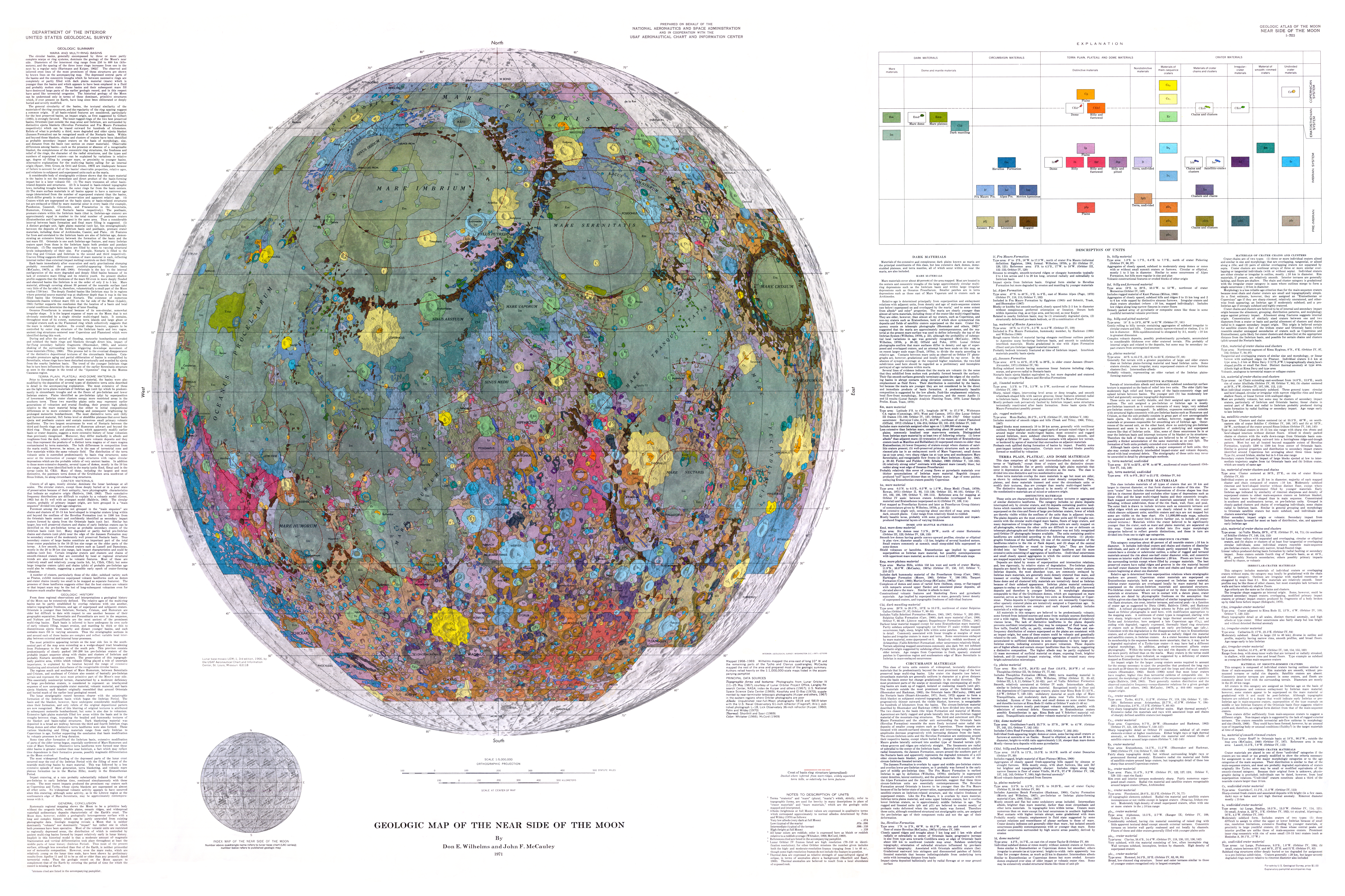
Bản đồ địa chất của nửa nhìn thấy được của Mặt Trăng (độ phân giải cao, click để phóng to)

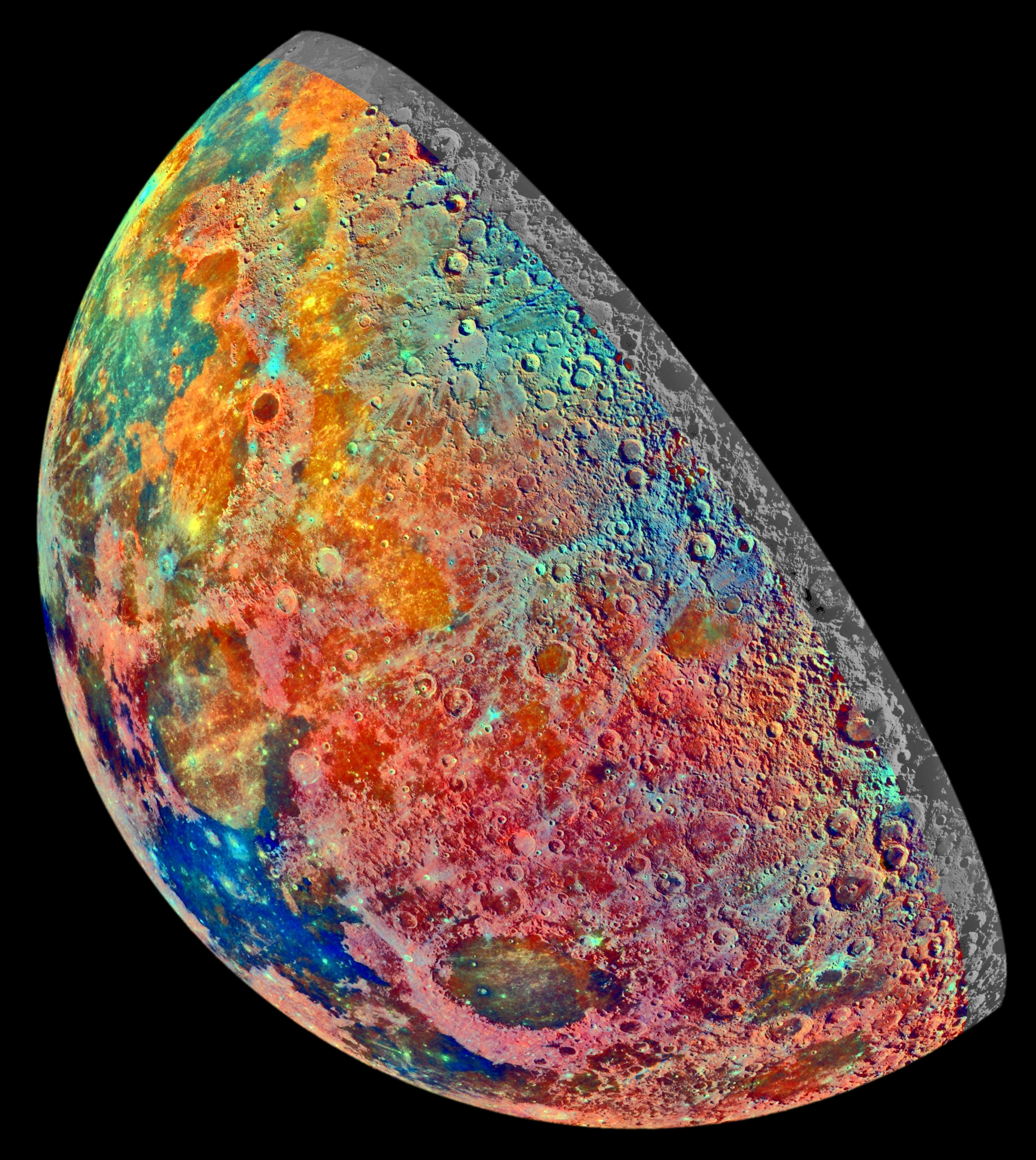
Hình màu nhân tạo của Mặt Trăng từ tàu Galileo thể hiện tính chất địa lý. Hình từ NASA

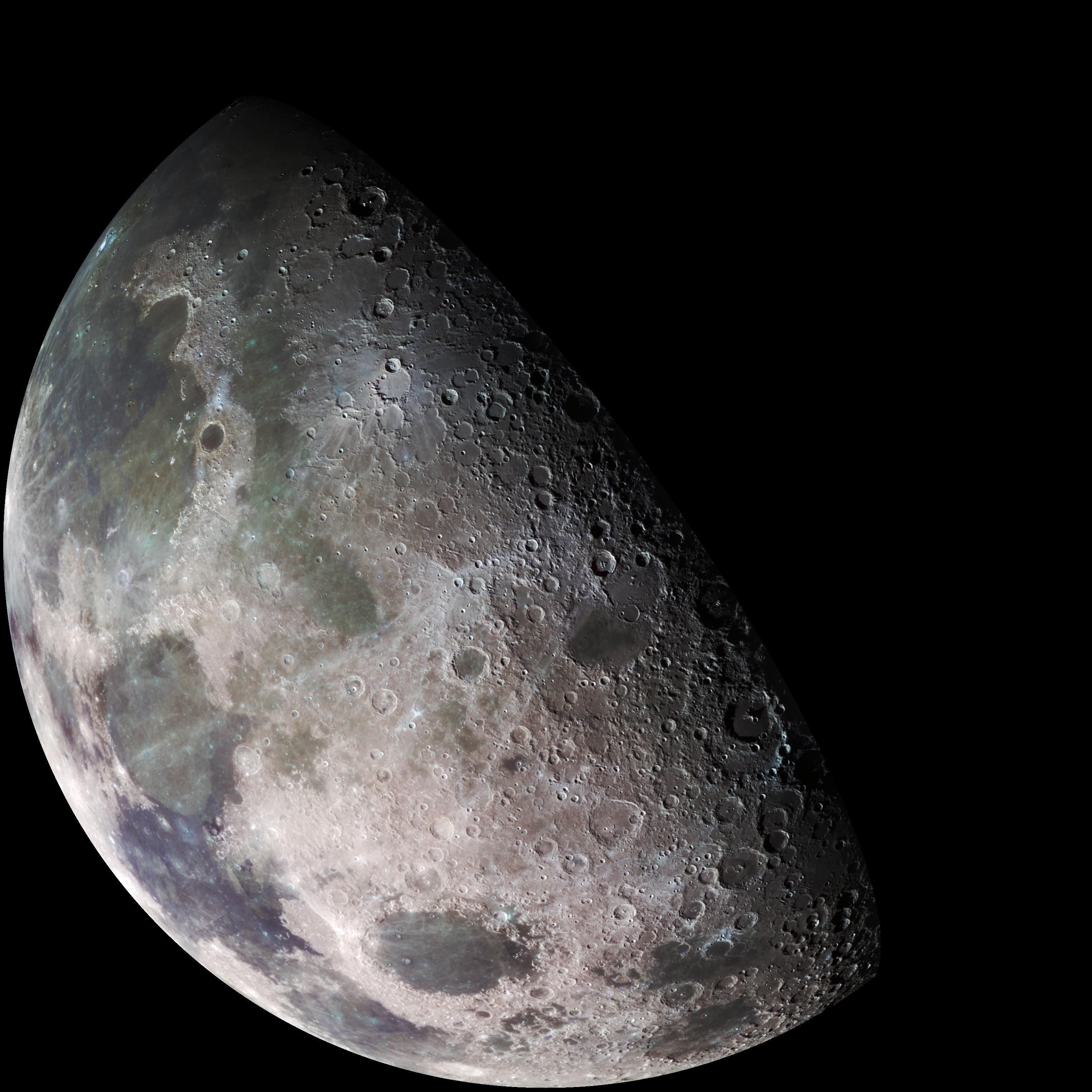
Hình tương tự nhưng dùng bộ lọc màu khác

Địa chất Mặt Trăng thì khá là khác với của Trái Đất. Mặt Trăng thiếu một bầu khí quyển đáng kể, điều đó triệt tiêu hiện tượng xói mòn do thời tiết; nó không có bất cứ hình thái nào của hiện tượng kiến tạo mảng, có tương tác hấp dẫn thấp hơn, và bởi vì nó có kích thước nhỏ nên lạnh đi nhanh hơn nhiều. Địa mạo học phức tạp của bề mặt Mặt Trăng được hình thành từ sự kết hợp của nhiều quá trình, đặc biệt là các hố va chạm và núi lửa. Mặt Trăng là một thiên thể đã phân tách, với một lớp vỏ, lớp phủ, và lõi.
Các nghiên cứu về mặt địa chất của Mặt Trăng được dựa trên sự kết hợp của các quan sát bằng kính viễn vọng từ Trái Đất, các phép đo đạc từ tàu vũ trụ quỹ đạo, mẫu vật từ Mặt Trăng và dữ liệu địa vật lý. Sáu địa điểm đã được lấy mẫu trực tiếp từ cuộc hạ cánh có người của Chương trình Apollo từ năm 1969 đến năm 1972, mang về Trái Đất 380,96 kilôgam (839,9 lb) đá Mặt Trăng và đất Mặt Trăng. Thêm nữa, ba tàu vũ trụ Luna Soviet robot đã mang về 326 gam (11,5 oz) nữa từ năm 1970 đến năm 1976. Mặt Trăng là thiên thể ngoài không gian duy nhất mà chúng ta có mẫu vật với ngữ cảnh địa chất đã biết. Một số vẫn thạch Mặt Trăng đã được công nhận trên Trái Đất, mặc dù vẫn chưa rõ hố va chạm nguồn gốc của chúng trên Mặt Trăng.

## Nguyên tố thành phần
Các nguyên tố được biết đến có hiện diện trên bề mặt Mặt Trăng bao gồm Oxy (O), silic (Si), sắt (Fe), magie (Mg), calci (Ca), nhôm (Al), mangan (Mn) and titan (Ti), ngoài ra còn các nguyên tố khác. Các nguyên tố phổ biến hơn cả là oxy, sắt và silic. Khối lượng oxy ước chừng khoảng 45%. Cacbon (C) và nito (N) có vẻ như chỉ xuất hiện rất ít từ sự lắng đọng của gió mặt trời.
| Hợp chất      | Công thức | Tỉ lệ | Tỉ lệ      |
| Hợp chất      | Công thức | Maria | Cao nguyên |
| ------------- | --------- | ----- | ---------- |
| Silic dioxide | SiO2      | 45.4% | 45.5%      |
| alumin        | Al2O3     | 14.9% | 24.0%      |
| Calci oxit    | CaO       | 11.8% | 15.9%      |
| Sắt(II) oxit  | FeO       | 14.1% | 5.9%       |
| Magie oxit    | MgO       | 9.2%  | 7.5%       |
| Titan dioxide | TiO2      | 3.9%  | 0.6%       |
| Natri oxit    | Na2O      | 0.6%  | 0.6%       |
|               |           | 99.9% | 100.0%     |